# 키

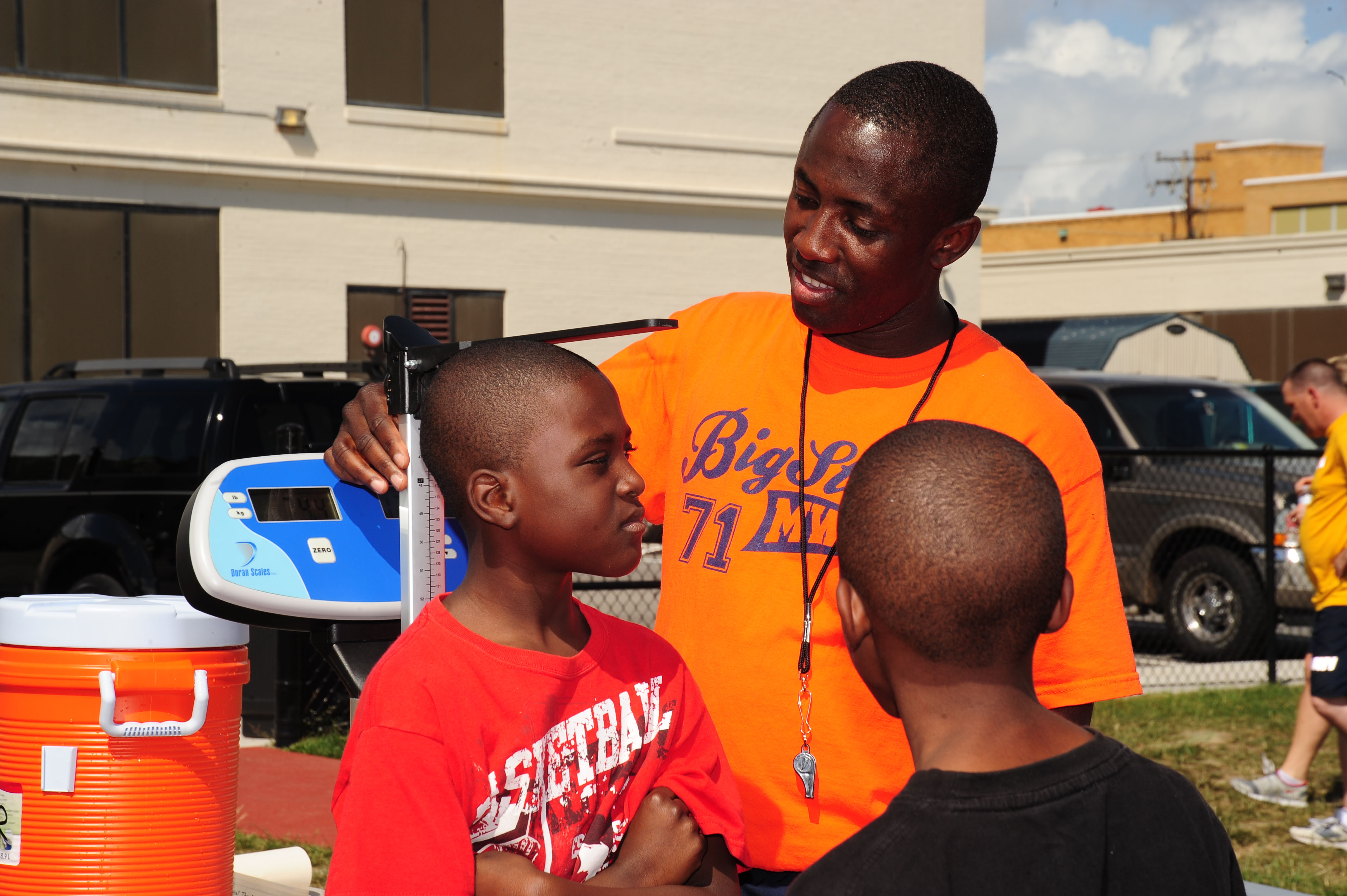
키를 재는 모습

키 또는 신장(身長)은 인간이 직립했을 때의 몸의 높이를 일컫는다. 인간 이외의 동물은 일반적으로 몸길이 또는 체장(體長)이라고 한다. 현재 키는 미터법인 센티미터 표기와 야드파운드법에 의거한 피트와 인치 표기를 주로 사용한다.
주로 성장 호르몬의 분비에 의해 좌우되며, 일반적으로는, 여성은 만 15 ~ 16세, 남성은 만 18 ~ 19세가 되면 키의 성장이 멈춘다. 보통 초등학교 고학년 ~ 고등학교 시기에 키가 급성장한다. 남자, 여자가 각 나라의 평균 키 대비 상위 10% 이상 속하는 경우에는 장신이라고 한다.
성장기인 사춘기 때, 잠을 충분히 자고 깊이 숙면하면 뇌하수체에서 성장호르몬이 잘 분비되어 키가 잘 자란다. 수영은 키 크기에 좋은 대표적인 운동 중 하나로 알려져 있다. 수영 동작의 특성상 팔을 쭉쭉 뻗고, 다리를 힘차게 차는 동작에서 성장판에 자극을 주어 키 크는 데 도움이 된다.
나이가 50대 이상에 접어들면 키가 다소 작아진다고 한다. 이유는 척추와 경추, 연골의 마모와 노화로 인한 골격 약화 때문이다. 평균 3 ~ 5cm 줄어든다.
우선 키는 학계에선 유전이 80%, 후천적 요인이 20%로 관측되고 있다.

## 기록
세계에서 가장 키가 작은 남자는 '카젠트라 타마 마가르'로 그의 신장은 61cm이다. 기존의 최단신 기록을 보유하고있던 내몽골지역 '허핑핑'의 신장인 72cm보다 무려 11cm가 더 작다.
서양에서는 보통 feet로 키를 재며 동양에서는 cm로 키를 재는 경우가 많다.

## 같이 보기
- 몸무게